# Gallirallus
Gallirallus là một chi chim trong họ Rallidae.

## Các loài
Có 15 loài trong chi Gallirallus, bốn trong số đó tuyệt chủng trong thời gian lịch sử:
- Gallirallus australis
- Gallirallus calayanensis
- Gallirallus dieffenbachii †
- Gallirallus insignis
- Gallirallus lafresnayanus
- Gallirallus modestus †
- Gallirallus okinawae
- Gallirallus owstoni
- Gallirallus pacificus †
- Gallirallus philippensis
- Gallirallus rovianae
- Gallirallus striatus
- Gallirallus sylvestris
- Gallirallus torquatus
- Gallirallus wakensis †

## Các loài tuyệt chủng trước năm 1500

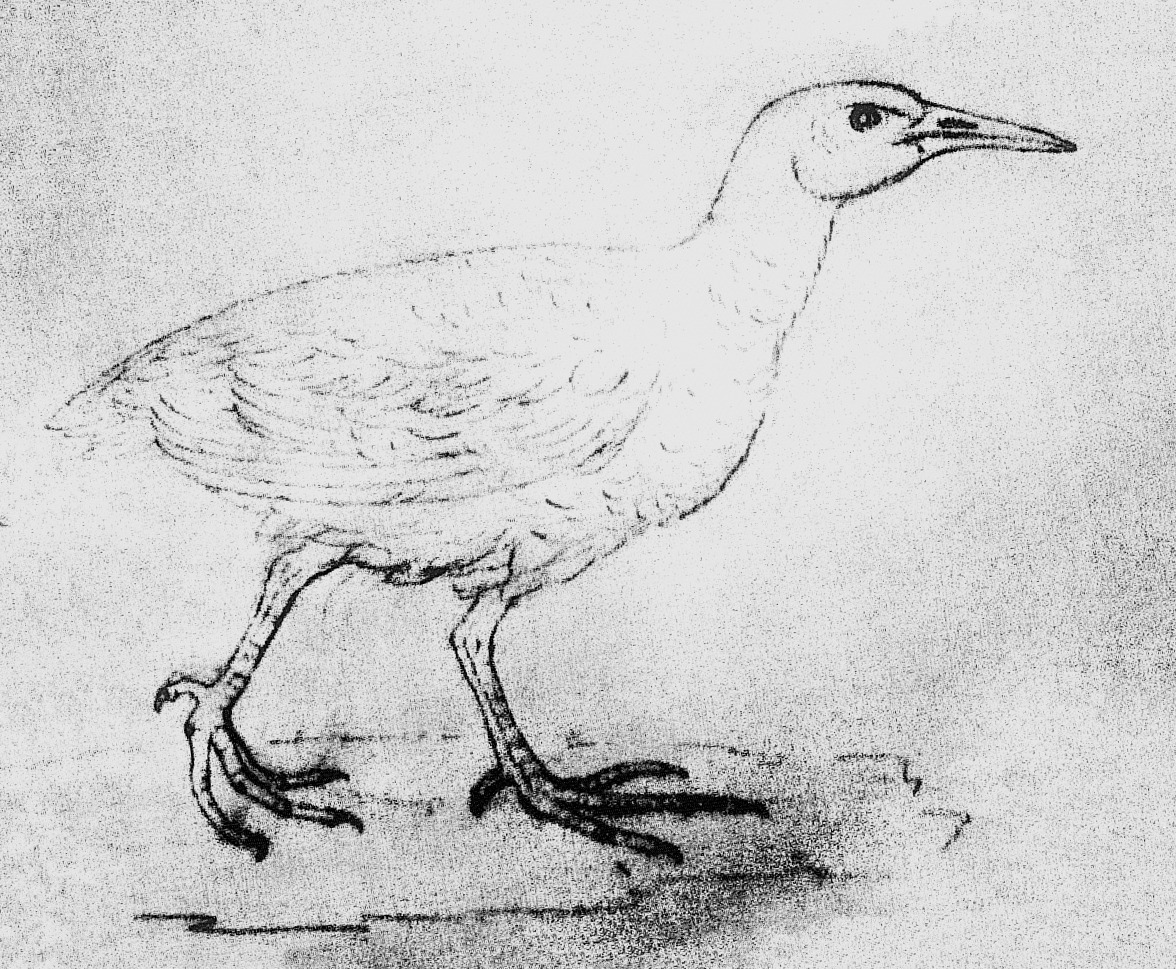
Hình minh họa loài đã tuyệt chủng (có lẽ là G. vekamatolu) của Vava'u, 1739

- Gallirallus epulare [4]
- Gallirallus ernstmayri
- Gallirallus gracilitibia [4]
- Gallirallus huiatua [5][6]
- Gallirallus pendiculentus
- Gallirallus pisonii
- Gallirallus ripleyi [7]
- Gallirallus roletti [4]
- Gallirallus steadmani [8]
- Gallirallus storrsolsoni
- Gallirallus temptatus
- Gallirallus vekamatolu